# Jean-Baptiste Descamps

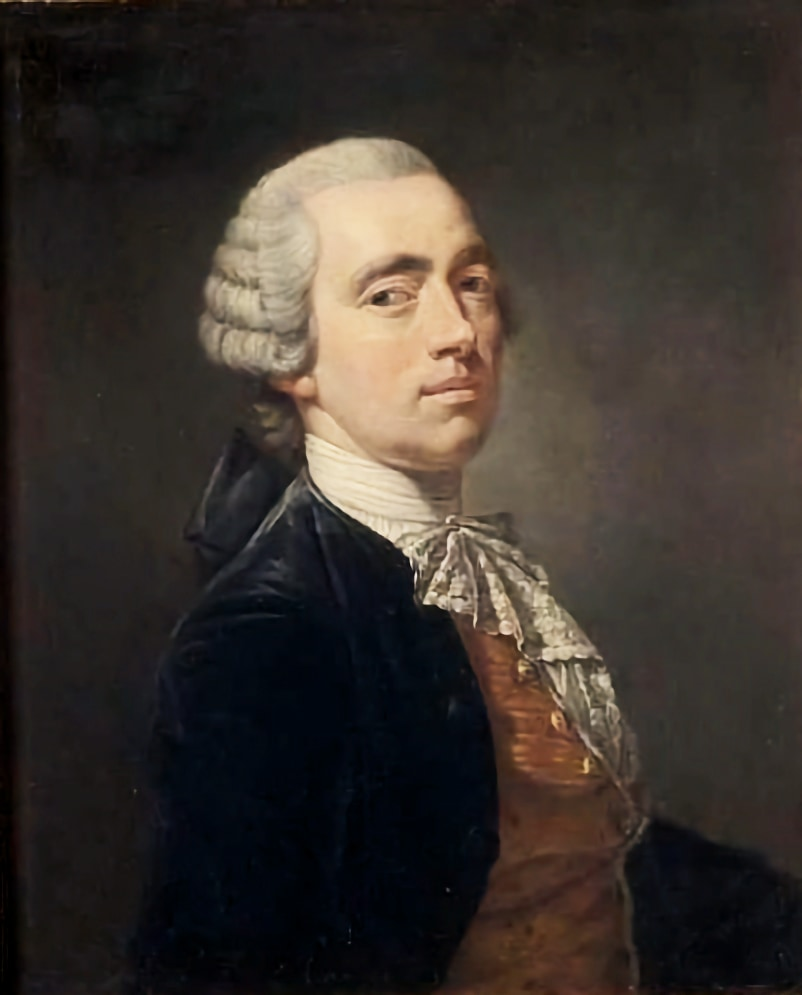
Jean-Baptiste Descamps, självporträtt (cirka 1762).

Jean-Baptiste Descamps, född den 28 augusti 1706 i Dunkerque, död den 30 juni 1791 i Rouen, var en fransk målare och skriftställare.
Descamps inrättade en teckningsskola i Rouen. Han målade husliga och lantliga scener, men är mindre känd genom sina tavlor än genom sitt numera föråldrade verk La vie des peintres flamands, allemands et hollandais (4 band, 1753–1763), en översättning till franska av biografier skrivna av Karel van Mander och Arnold Houbraken.